# Maurice Monniot
Maurice Monniot (datas desconhecidas) foi um ciclista francês que participava em competições de ciclismo de pista. Competiu na corrida de velocidade nos Jogos Olímpicos de Verão de 1900 em Paris.